# Seckach
Seckach è un comune tedesco di 4 080 abitanti, situato nel land del Baden-Württemberg.

## Amministrazione

### Gemellaggi
- Gazzada Schianno